# 梦华录
《梦华录》（英語：A Dream of Splendor），为据关汉卿原著《赵盼儿风月救风尘》改编的2022年中国大陆古裝剧。由杨阳执导，张巍编剧，刘亦菲、陈晓、柳岩、林允、徐海乔、代旭 领衔主演。2021年2月开拍，同年于7月杀青。2022年6月2日在腾讯视频播出，海外地区则由WeTV、Netflix播出。香港於2022年6月9日起由MyTV Super首播，其後於9月5日起在翡翠台播映粵語配音版。

## 播出时间
| 频道       | 所在地                                 | 播出日期                      | 播出时间 | 备注                                                                                |
| ---------- | -------------------------------------- | ----------------------------- | -------- | ----------------------------------------------------------------------------------- |
| 騰訊視頻   | 中国大陆                               | 2022年6月2日–2022年6月26日    | 20：00   | VIP會員首更8集 首周连更4天 每周四至周六更新2集 非VIP會員首更2集 每周四至周一更新1集 |
| WeTV       | 海外                                   | 2022年6月2日－2022年7月3日    | 20：00   |                                                                                     |
| myTV SUPER | 香港                                   | 2022年6月9日–2022年7月2日     | 20：00   |                                                                                     |
| Netflix    | 海外                                   | 2022年7月1日－2022年7月24日   |          |                                                                                     |
| Astro GO   | 马来西亚                               | 2022年6月8日－2022年7月22日   | 20：00   | 每周一至周五更新1集                                                                 |
| Astro 双星 | 马来西亚                               | 2022年6月27日－2022年7月28日  | 21：00   | 每周一至周四两集连播                                                                |
| 翡翠台     | 香港                                   | 2022年9月5日－2022年10月14日  | 20：30   | TVB粤语配音版                                                                       |
| 翡翠台     | TVB Anywhere服務地區（只仅新加坡地区） | 2022年9月5日－2022年10月14日  | 20：30   | TVB粤语配音版                                                                       |
| 北京卫视   | 中国大陆                               | 2022年11月22日-2022年12月21日 | 19：30   | 品质剧场                                                                            |
| 中視主頻   | 臺灣                                   | 2023年5月10日－2023年7月3日   | 20：00   | 每週一至週五連播兩集                                                                |
| 中天娛樂   | 臺灣                                   | 2023年8月31日                 | 21:00    | 每周一至五20:00重播                                                                 |

## 劇情大綱
此劇以大宋朝代的凡塵女子為引，描寫當代女性的自立自強、獨立自主、借東風……等之愛恨情仇。

## 演员列表

### 主要演員
| 演員                    | 角色   | 介紹 | 粵語配音（TVB）         |
| 刘亦菲 （童年：黎艾蒙） | 赵盼儿 | 出场时为錢塘江畔茶舖老板娘。姿容秀麗、顧盼生輝，任何人瞧見一眼都不禁直呼人間絕色。 為官宦人家的千金出身，卻因父親不幸犯事而被迫罰沒賤籍，淪為教坊歌妓。做为獻藝女子，卖艺不卖身。雖碰上父親舊部求情得赦，重新從良，然曾為賤籍的身份始終是她最大的恥辱與不堪，從良之後在錢塘江畔與東京城內以經營茶舖為生，先後認識未婚夫歐陽旭以及顧千帆，然歐陽旭在及第後受到高家垂青與高慧定親，悔婚於趙盼兒，提出改納之為妾遭拒。 與顧千帆初識時因誤會而生芥蒂，後多次為顧千帆所助，二人相知相惜，情愫漸生。 | 張頌欣                  |
| 陈晓 （童年：子邑）     | 顾千帆 | 進士出身→皇城司探事司指挥使，鄭青田一案後為皇城司副使，帽妖案后升任皇城使。 出身高貴，是宰相蕭欽言之親生長子。蕭欽言當年為仕途拋棄千帆母子，故隨母姓顧。文武雙全，為人剛正不阿，以匡復正義為己任，對於送入皇城司的犯人毫不留情，因為他問刑時冷血無情，在真相面前毫無人性，故人送外號“活閻羅”。在執行任務途中認識趙盼兒，哪怕她是女子亦絲毫不憐香惜玉，然而兩人在一次次的危機之中更加了解彼此，對趙盼兒貌美臉孔下的堅毅和剛強感到不捨，因而漸漸情根深種。                                       | 李凱傑 （童年：魏惠娥） |
| 柳岩                    | 孙三娘 | 赵盼儿鄰居。屠戶出身，力大無窮。廚藝精卓，尤擅江南菜式以及點心果子。與趙盼兒相識多時，無話不談。其人賢慧，為丈夫與兒子可付出一切，詎知其夫私通寡婦，其獨子更認之為母，心灰意冷之下跳河輕生，為顧千帆與趙盼兒所救。甘為趙盼兒兩肋插刀，不離不棄。與趙盼兒、宋引章在東京開設茶舖。 與杜長風為一對歡喜冤家，初時因為長風勸趙盼兒為妾一事而看不慣他，後因杜長風總是被學子們欺負而替他出頭，兩人逐漸走在一起，最終請求皇上為二人賜婚並蒙允。                                                        | 劉惠雲                  |
| 林允                    | 宋引章 | 錢塘樂工→東京教坊司琵琶色教頭。 橫抱琵琶孤月，其技藝乃江南一絕。虽是教坊乐伎，但卖艺不卖身。與趙盼兒、孫三娘情同姊妹，前期性格天真爛漫，總是令趙盼兒與孫三娘感到操心。一心想脫離樂妓賤籍，不顧趙盼兒的勸告與周舍私奔，卻所託非人，被周舍囚禁毒打，人財兩空，幸得趙盼兒用計救出。曾經希望姊妹三人能互相扶持到老，不婚不嫁。曾心儀於顧千帆，在得知顧千帆的心上人是趙盼兒後，心碎憤怒之下答應了沈如琢的追求，卻再次陷入情感的陷阱，在揭穿沈如琢的真實面目後徹底看破兒女情長，一夕成長，從此不嫁。 | 凌晞                    |

### 國都東京
| 演員   | 角色                  | 介紹 | 粵語配音（TVB） |
| 保剑锋 | 皇帝 （宋真宗）       | 好道家法術。接見歐陽旭等進士，問其平居閒趣，歐陽對以愛鑽研黃老之術。上悅，授以著佐左郎紫極宮醮告副使一職，命往西京請抱一仙師出山。與皇后感情甚篤。 | 翟耀輝          |
| 劉珂君 | 劉婉 （章獻明肅皇后） | 皇后，曾為贱籍歌妓出身。 | 曾秀清          |
| 代旭   | 池蟠                  | 東京城中著名的纨绔子弟，出身商賈世家，人稱池衙內。 人傻錢多，時常被人耍得團團轉而不自知。原是張好好的相好，同趙盼兒不睦，在與張好好分手之後，因緣際會下為趙盼兒所助，二人冰釋前嫌，並將個人產業之一-永安樓交由她打理，相處之中，日漸對她產生了別樣的感情。 | 鍾見麟          |
| 胡宇轩 | 何四                  | 池衙内的跟班，與趙盼兒、孫三娘交好。 | 劉奕希          |
| 张晓谦 | 杜长风                | 新科進士。與探花歐陽旭同期、且交好，出身京城大族，思想陳舊迂腐，認為人生來就有貴賤之分，需各安天命，但本性不乏有善良可愛的一面。因患有夜盲症而產生嚴重的近視眼，導致視物不清，細觀近物皆需隨身依賴靉靆（類似如今的近視眼鏡）。 初時曾勸趙盼兒委身於歐陽旭為妾，被孫三娘一怒之下當眾投水。後在不知情茶舖是趙盼兒和孫三娘所開的情況下成為常客，與孫三娘是一對冤家，在孫三娘替自己出頭之後，對其產生好感。曾在歐陽旭犯下大錯後苦勸其自首未果。最後獲皇上賞賜與孫三娘成婚。 | 黃啟昌          |
| 李沐宸 | 葛招娣                | 初受高慧奶媽指使，與同黨到茶舖陷害趙盼兒等人，自導自演，誣以食物有毒，然被趙盼兒智破，反遭同黨出賣。後痛改前非，與趙等三人化敵為友，在茶舖跑堂。 與陳廉初時為冤家，後來喜歡他。 | 葉曉欣          |
| 加奈   | 张好好                | 東京第一歌妓。 眉目如畫，巧笑倩兮。卖艺不卖身，自負才華與美貌，不甘落於人下，認為即便身為賤籍，也要活出自己的一番天地。初與趙盼兒、宋引章等人交好。後來不甘引章名氣在其上，心中暗妒之，後來和好，並提醒引章沈如琢的真面目。本來是池蟠相好，後來二人分手。 | 詹健兒          |
| 孙祖君 | 沈如琢                | 東京教坊司著作郎。出身京城著名世家，議禮局檢討沈銘之子，表面上是個醉心音律歌舞，風流倜儻，遊戲人間的官宦公子。 貌似十分寵愛宋引章，實則欲利用其美色替自己在名利場上爭取官員們的支持，以維持沈家在東京的體面。企圖把宋引章獻給官員，被宋引章識破並遭其報復。 | 黃積權          |
| 尹鑄勝 | 高鵠                  | 觀察使，高慧之父，本為歐陽旭之未來岳父。 高傲市儈，善審時勢。喜好收藏名畫。 在歐陽旭中試之後榜下捉婿，看中其出身寒門易受控制，後得知歐陽旭面聖受職宮觀官，一氣之下撕毀婚約。 對趙盼兒的美貌和聰慧曾有垂涎，欲納其為妾並出手調戲。 | 潘文柏          |
| 嘉澤   | 高慧                  | 高鵠獨女。 集萬千寵愛於一身，性格單純善良的千金小姐，曾屬意歐陽旭，堅拒父親拆散自己的姻緣，後在趙盼兒的提醒下派人調查歐陽旭的過去，才接受真相，心死與歐陽旭退婚，並和趙盼兒成為朋友。 | 黃昕瑜          |
| 張立秋 | 江氏                  | 高慧的奶媽。 | 雷碧娜          |
| 卢勇   | 柯政                  | 清流之首，為官一生清廉，時刻不忘以風骨二字自惕，看不慣蕭欽言為求上位而諂媚於官家。因宴席間賞識宋引章因而為宋引章所彈琵琶孤月賜題“風骨”二字。 | 張錦江          |
| 姚安濂 | 齐牧                  | 官拜御史中丞。 心計深沉，因與蕭欽言多有不睦以及嫉妒其受官家信任，而處心積慮陷害他，甚至不惜以顧千帆為自己的棋子，並挑唆蕭欽言父子反目，卻以朝中清流自居。 在顧千帆正式與之劃清界線後，逐漸露出真實面目。最終事敗後獲判流放。 | 李錦綸          |
| 刘亚津 | 袁屯田                | 趙盼兒等三人經營的「半遮面」茶坊之常客。 | 李錦綸          |
| 劉偉   | 濁石先生              | 趙盼兒等三人經營的「半遮面」茶坊之常客。 | 葉振聲          |
| 李聖佳 | 蕭謂                  | 顧千帆同父異母的弟弟，參見其他演员。 | 張方正          |
| 王洛勇 | 萧钦言                | 顧千帆生父，苏州知州，平江军节度使，後官拜宰相。參見其他演员。 | 招世亮          |
| 李星美 | 素娘                  | 在茶湯巷彈琵琶的娘子，被趙盼兒叫來聽宋引章彈琵琶後，反而被宋引章的琵琶技藝折服。 | 何璐怡          |
| 韓遠琪 | 傅子方                | 孫三娘的兒子，不學無術。初時因不滿孫三娘的教導而跟隨傅新貴及其後母，後又因不滿傅新貴及其後母，不惜千里進京改為跟隨孫三娘及杜長風。 參見其他演员。 | 羅孔柔          |

### 其他演员
| 演員   | 角色   | 介紹 | 粵語配音（TVB） |
| 徐海乔 | 欧阳旭 | 新科探花郎，後往西京任宮觀官。 昔屢試不第，後受趙盼兒恩惠，並與之立下婚約，終在三年後的科考中舉。及第之後為仕途故，接受權臣高鵠之女高慧垂愛，背棄與趙盼兒的婚約，後縱容管家以自己之名義污衊趙盼兒等人，然後逐之出東京。為免在東京城內遭趙報復，入宮面聖時巧言逢迎以媚上，獲賜著作佐郎紫極宮醮告副使一職，藉此遠遁至西京。然因此故受高鵠鄙視，是以與高慧之婚約見廢，頹然往西京就任，暗誓必於不日凱旋。殺害德叔、並欲刺殺趙盼兒但不果，最後被皇上捉拿並付以皇城司全權處置。 | 李致林          |
| 朱輝   | 德叔   | 歐陽旭的管家（腹黑、自認為主籌謀實則豬隊友，引主入黑墮落沉淪）。 喜好拜高踩低，常私自違背歐陽旭的交代自作主張，厭惡趙盼兒。最後被歐陽旭殺害。 | 葉振聲          |
| 管云鹏 | 陈廉   | 初時供职于市舶司，後轉任職皇城司軍頭。 東京人，為人精明善察，處事圓融世故。初在顧千帆落難時，為所威脅只好無奈妥協，後知顧千帆在皇城司任職，決意追隨。在顧千帆的示意下對趙盼兒、孫三娘、宋引章處處照料。三人亦以陳廉為弟弟一般疼護。 初與葛招娣為冤家，後逐漸心儀於她。 | 胡家豪          |
| 王洛勇 | 萧钦言 | 顧千帆生父，苏州知州，平江军节度使，後官拜宰相。 生平最重權勢地位，心機深沉，為達目的不擇手段，為朝中著名的奸臣之首。 寒門之時曾與顧千帆之母顧淑娘兩情相悅，並成親生下顧千帆，授官任職後為功名顯達，拋下顧千帆母子遁去，另娶名門之女為妻，後眼看顧千帆長成，文武兼備，反之其他兒子成就皆遠不及他，有意使顧千帆執掌蕭家繼承衣缽，因自覺虧欠顧千帆而百般討好他，實則依然視其為棋子，於顧千帆入獄時無心拯救，而欲殺害趙盼兒。                                                | 招世亮          |
| 李聖佳 | 蕭謂   | 顧千帆同父異母的弟弟，初期被于中全慫恿陷害顧千帆，於帽妖案由顧千帆所救，亦確認其實則為其大哥，後因顧千帆入獄，趙盼兒前往蕭府求助蕭欽言時，保護趙盼兒不被其父親蕭欽言所害。 | 張方正          |
| 杜玉明 | 雷敬   | 皇城司使（尊稱：司公）。 忌憚顧千帆的能力會威脅到自己的地位，常設計置顧千帆於死地，後蕭欽言出面調停，礙於其權勢，只能作罷。 | 林國雄          |
| 高長遠 | 于中全   | 皇城司都頭，雷敬的親信。 嫉妒顧千帆的能力並與之不和，為箝制顧千帆，陷害趙盼兒未果，又被查出勾結外邦西夏及私吞上司雷敬家產，被雷敬下令處置，最終捱不住失血過多而亡。 | 陳耀楠          |
| 陳震   | 鄭青田 | 錢塘縣縣令。 私開海禁，與雷敬勾結欲處置顧千帆，後被蕭欽言賜死。 | 雷霆            |
| 張翔   | 周舍   | 錢塘商人、華亭縣富戶（地頭蛇）。 見利忘義，善諛好賭。最初騙婚於宋引章，成親之後露出嗜賭的本性，為逼迫宋引章拿出積蓄而將她禁錮宅內並拳打腳踢，被趙盼兒用計勾引並中計休妻，甚至賠上家宅房契，鬧上官府。因顧千帆協助趙盼兒之故，反被當地官府羈押進大牢，後被判處以刺配及流放三千里之刑。 | 鄧志堅          |
| 郭金傑 | 傅新貴 | 孫三娘的丈夫，後休妻，與其遠房大嫂結婚。 | 梁志達          |
| 韓遠琪 | 傅子方 | 孫三娘的兒子，不學無術。初時因不滿孫三娘的教導而跟隨傅新貴及其後母，後又因不滿傅新貴及其後母，不惜千里進京改為跟隨孫三娘及杜長風。 參見國都東京。 | 羅孔柔          |
| 余梦寒 | 银瓶   | 宋引章的随身婢女。 | 成瑤孆          |
| 陳旭明 | 許知州 | 秀州知州。 | 盧國權          |

## 歌曲

### 中国大陆
| 《梦华录》电视剧原声带 | 《梦华录》电视剧原声带  | 《梦华录》电视剧原声带 | 《梦华录》电视剧原声带 | 《梦华录》电视剧原声带 | 《梦华录》电视剧原声带 |
| 曲序                   | 曲目                    |                        | 作曲                   | 编曲                   | 演唱                   |
| ---------------------- | ----------------------- | ---------------------- | ---------------------- | ---------------------- | ---------------------- |
| 1.                     | 梦华（片头曲）          | 代岳东、闫立严         | 代岳东                 | 岑思源                 | 刘宇宁                 |
| 2.                     | 不惜时光（主题&片尾曲） | 江珂、代岳东、闫立严   | 逢博                   | 陈思同                 | 张靓颖                 |
| 3.                     | 今夕是何年（插曲）      | 代岳东、岑思源         | 代岳东                 | 岑思源                 | 杨芸晴                 |
| 4.                     | 红杏枝头春意闹（插曲）  | 张魏                   | 吕亮、代岳东           | 岑思源                 | 银临                   |
| 5.                     | 念念（插曲）            | 代岳东、闫立严         | 代岳东                 | 岑思源                 | 魏奇奇                 |

### 香港
| 主唱   | 歌曲                 | 作曲   | 填詞  | 編曲       | 監製   |
| 菊梓喬 | 我就像從前（主題曲） | 劉易昇 | 楊 熙 | 劉易昇     | 劉易昇 |
| 潘靜文 | 明天開始（片尾曲）   | 覃璵瞬 | 楊 熙 | Freddie Lo | 劉易昇 |

## 奖项
| 年份   | 頒獎典禮                         | 獎項           | 入围者         | 結果 |
| ------ | -------------------------------- | -------------- | -------------- | ---- |
| 2022年 | 第十三届澳门国际电视节“金莲花”奖 | 最佳女主角     | 刘亦菲         | 獲獎 |
| 2024年 | 第34届电视剧飞天奖               | 优秀电视剧奖   | 《梦华录》     | 提名 |
| 2024年 | 第32届中国电视金鹰奖             | 优秀电视剧     | 《梦华录》     | 獲獎 |
| 2024年 | 第32届中国电视金鹰奖             | 最佳电视剧     | 《漫长的季节》 | 提名 |
| 2024年 | 第32届中国电视金鹰奖             | 最佳电视剧导演 | 杨阳           | 提名 |
| 2024年 | 第32届中国电视金鹰奖             | 最佳女配角     | 柳岩           | 提名 |

## 反响
- 2022年6月5日，《梦华录》在豆瓣网开分8.3分（满分10分），成为2022年中国大陆电视剧豆瓣最高开分作品。截至当天10时，豆瓣网已有超过7万人评价，其中46.2%的观众打了满分。[22][23]当日升至8.8分。剧集播出过程中，因剧情争议，下滑至8.5分[24]。
- 《梦华录》获得了新华社[25]、人民网[26][27]、《China Daily》[28]、《三联生活周刊》[29]、《大公报》[30]、《光明日报》[31]、《中国青年报》[32]、《环球时报》[33]、《新民晚报》[34]、开封市博物馆[35]、CCTV-6今日影评[36]、中国驻新加坡旅游办事处[37]等一系列媒体和机构的正面报道。
- 根据腾讯官方消息，得益于《梦华录》全网独播，腾讯视频移动端6月收入环比增长9%，是TOP10中增幅最高的应用。[38]
- 中国近年来制作的电视剧，少见以妓女为主角的人物形象。在此背景下，本剧人物定位改动较大，亦因此引发争议。主角赵盼儿设定为教坊歌妓出身，又脱籍从良的女商人，宋引章也改为卖艺不卖身的教坊乐伎。教坊中的花魁张好好同样“清白”，指“以色事人才叫贱”[11]。同时编剧创作了原著《趙盼兒風月救風塵》没有的情节，赵盼儿反复强调自己因父罪成为官伎之后如何避免从事性交易，宋引章不遗余力地想要脱离賤籍、表明自己与从事性交易的娼妓不同。《新京报》书评周刊的评论者将这类情节归为“对女性群体的内部三六九等的划分”[12]。
- 本剧第19集播出后，微博出现#双洁#的热搜词条，观众认为“嗑死我了”。评论者的态度则发生转变，开始严厉挞伐，大体都认为编剧设定“双洁”，就是在鼓吹贞洁观念，剧情“封建”、“伪女权”。有评论者则以剧中角色孙三娘已婚已育为例，认为编剧并未鼓吹贞洁观念[24]。《新京报》书评周刊的评论者认为，虽然“许多人对《梦华录》中透露出的“双洁”和等级制表现出惊讶，但与此同时，它却也恰恰反映了作为其最大观众的年轻群体内部所发生的观念转变“。《梦华录》的主流观众——年轻女性群体，“对于‘双洁’标准的诉求”，“与其说它是保守的反应，不如说是年轻的女性观众对此类传统掌握在男性话语权中的故事类型进行的约束和塑造。[……]而始终保持着对如耽美故事中较为真空且纯洁的爱情模式的期望。”[12]
- 2022年6月，人民网——人民艺起评评价梦华录：这部剧巧妙的设立了一个曲折的爱情故事作为开端，但是实际上却是对抗封建思想的故事。导演没有让三个可怜的女人自艾自怜，而是展现只有爱自己、努力生活才是最好的生活方式这样的理念。剧中赵盼儿、孙三娘、宋引章从逃避出身，到接受出身，最后打破出身对自己的枷锁。在这个过程中，她们收获了友情、亲情，未来一定也会收获爱情。[39]
- 2022年7月，《中国妇女报》报道称剧集中展现的宋代点心——果子，引发了近期电商平台上果子等传统中式糕点的热卖。同时，“无论是从形状还是制作手法，《梦华录》剧中的果子与日本和菓子颇为相似”[40]。“河南共青团”官方微博亦认为，剧中的果子有“以倭代华“的疑义[41]。有作者认为《梦华录》展示的使用花朵模具、有内馅的冷制糕点，说简单点就是——结合了和菓子式样的当代网红点心[42]。
- 劇中男女主角之間的炙熱火花使得本劇話題不斷，更是時常因為「成人式吻戲」頻上熱搜[43]，而飾演顧千帆的陳曉也在採訪中表示，本劇是他出道以來吻戲最多的一部劇。

## 收視
| 集數   | 日期                    | 跨平台直播最高收視率 | 備註   |
| 1－5   | 2022年9月5日－9月9日    | 20.3點               | [ 44 ] |
| 6－10  | 2022年9月12日－9月16日  | 20.1點               | [ 45 ] |
| 11－15 | 2022年9月19日－9月23日  | 19.3點               | [ 46 ] |
| 16－20 | 2022年9月26日－9月30日  | 19.3點               | [ 47 ] |
| 21- 25 | 2022年10月3日－10月7日  | 19.4點               | [ 48 ] |
| 26-30  | 2022年10月10日-10月14日 | 19.8點               | [ 49 ] |

## 電視節目的變遷
| 香港 無綫電視翡翠台 星期一至五 20:30-21:30 | 香港 無綫電視翡翠台 星期一至五 20:30-21:30    | 香港 無綫電視翡翠台 星期一至五 20:30-21:30 |
| ------------------------------------------ | --------------------------------------------- | ------------------------------------------ |
|                                            | 夢華錄 （2022年9月5日－2022年10月14日）       |                                            |
| 痞子殿下 （2022年8月1日－2022年9月2日）    | 下流上車族 （2022年10月17日－2022年11月11日） |                                            |

| 新加坡 翡翠台 星期一至五 20:30－21:30   | 新加坡 翡翠台 星期一至五 20:30－21:30         | 新加坡 翡翠台 星期一至五 20:30－21:30 |
| --------------------------------------- | --------------------------------------------- | ------------------------------------- |
|                                         | 夢華錄 （2022年9月5日－2022年10月14日）       |                                       |
| 痞子殿下 （2022年8月1日－2022年9月2日） | 下流上車族 （2022年10月17日－2022年11月11日） |                                       |

| 马来西亚 Astro 双星 HD 星期一至四 21:00 - 23:00 （两集连播）           | 马来西亚 Astro 双星 HD 星期一至四 21:00 - 23:00 （两集连播） | 马来西亚 Astro 双星 HD 星期一至四 21:00 - 23:00 （两集连播） |
| ---------------------------------------------------------------------- | ------------------------------------------------------------ | ------------------------------------------------------------ |
|                                                                        | 梦华录 （2022年6月27日－2022年7月28日）                      |                                                              |
| 欢迎光临 （2022年5月30日－2022年6月23日） （星期一至五 21:00 - 23:00） | 回廊亭 （2022年8月1日－2022年8月9日）                        |                                                              |

| 臺灣 中視主頻 星期一至五 20:00 - 22:00（兩集連播） | 臺灣 中視主頻 星期一至五 20:00 - 22:00（兩集連播）                                                 | 臺灣 中視主頻 星期一至五 20:00 - 22:00（兩集連播） |
| -------------------------------------------------- | -------------------------------------------------------------------------------------------------- | -------------------------------------------------- |
|                                                    | 夢華錄 （2023年5月10日－2023年7月3日）                                                             |                                                    |
| 斛珠夫人 （2023年3月6日－2023年5月9日）            | 必勝大丈夫（重播） （2023年7月4日－2023年7月31日） 女兒大人加個賴 （2023年8月1日－2023年10月23日） |                                                    |